# Siegfried Selberherr
Siegfried Selberherr (rođen 3. kolovoza 1955. u Klosterneuburgu) je austrijski znanstvenik u području mikroelektronike. Profesor je na Institutu za mikroelektroniku (Institute for Microeletronics) na Tehničkom sveučilištu u Beču (Technische Universität Wien, TU Wien). Glavni znanstveni interesi su mu modeliranje i simuliranje fizikalnih pojava u području mikroelektronike.

## Biografija
Od 1988. Siegfried Selberherr redoviti je profesor softverske tehnologije za mikroelektroničke sustave na Tehničkom sveučilištu u Beču, TU Wien. Studirao je elektrotehniku na Tehničkom Sveučilištu u Beču, gdje je diplomirao Inženjerstvo, a zatim doktorirao Tehničke Znanosti 1978., odnosno 1981. godine, a habilitirao se 1984. godine, čime je izabran za docenta. Zatim je neko vrijeme proveo kao gostujući istraživač u Bell Labs. U razdoblju od 1996. do 2020. godine prof. Selberherr je bio istaknuti predavač u IEEE Electron Devices Society. Prof. Selberherr je dugi niz godina bio na čelu Instituta za mikroelektroniku pri TU Wien (sada ovaj institut vodi njegov mlađi kolega Tibor Grasser). Od 1998. do 2005. bio je dekan Fakulteta elektrotehnike i informacijskih tehnologija. Štoviše, između 2001. i 2018. bio je član i zamjenik predsjednika nadzornog odbora ams AG, a od tada je bio znanstveni savjetnik odbora. Od 2004. također je član savjetodavnog odbora u Međusveučilišnom odjelu za agrobiotehnologiju (IFA-Tulln).

## Postignuća
U svojoj znanstvenoj karijeri prof. Selberherr je sa svojim istraživačkim timovima objavio više od 400 znanstvenih radova u časopisima i više od 1200 radova u zbirkama radova s konferencija, te održao je više od 250 pozvanih predavanja. Osim toga, objavio je tri knjige i uredio više od 40 svezaka, a do danas je mentor za više od 100 doktorskih disertacija.
Tijekom svog istraživačkog rada prof. Selberherr razvio je simulator za uređaje metal-oksidni-poluvodič, na Engleskom 'Metal-Oxide-Semiconductor' (MINIMOS), u kojem je implementiran model mobilnosti nositelja naboja, koji je nazvan po njemu. Štoviše, vodio je niz istraživačkih projekata koje su financirale poznate poluvodičke tvrtke i agencije (Förderinstitutionen), kao što su Austrijski znanstveni fond (Austrian Science Fund, FWF), Istraživačko društvo Christiana Dopplera (Christian Doppler Research Association, CDG) i Europsko istraživačko vijeće (ERC).

## Nagrade
(Izbor)
- 2021: 'Fellow' Azijsko-pacifičkog udruženja umjetne inteligencije, AAIA[7]
- 2021: 'Life Fellow' Instituta inženjera elektrotehnike i elektronike, IEEE
- 2018: Nagrada 'Cledo Brunetti' Instituta inženjera elektrotehnike i elektronike (IEEE)
- 2015: 'Franz Dinghofer Medalja' Instituta Dinghofer[8]
- 2014: Medalja Marin Drinov: Počasni znak Bugarske akademije znanosti[9]
- 2013: Redoviti član Academia Europaea[10]
- 2011: Srebrni križ za istaknutu službu za Saveznu pokrajinu Donju Austriju[11]
- 2009: 'Advanced Grant' Europskog istraživačkog vijeća ERC-a[12]
- 2006: Počasni doktor Univerziteta u Nišu[13]
- 2005: Veliko odlikovanje časti za zasluge u Republici Austriji[14]
- 2004: Redoviti član Europske akademije znanosti i umjetnosti
- 2001: Nagrada "Erwin Schrödinger " Austrijske akademije znanosti, ÖAW
- 1994: 'Wilhelm Exner' Medalja austrijske udruge za mala i srednja poduzeća, ÖGV.[15][16]
- 1993: 'Fellow' Instituta inženjera elektrotehnike i elektronike, IEEE
- 1986: Nagrada "Heinz Zemanek" austrijskog računalnog društva, ÖCG[17]
- 1983: Nagrada 'Dr. Ernst Fehrer' TU Wien

## Važne Publikacije
(Izbor)

### Knjige
- M. Nedjalkov, I. Dimov, S. Selberherr. Stochastic Approaches to Electron Transport in Micro- and Nanostructures, Birkhäuser, Basel, ISBN 978-3-030-67916-3, 214 stranica, 2021, DOI:10.1007/978-3-030-67917-0
- R. Klima, S. Selberherr. Programmieren in C, 3. Izdanje, Springer-Verlag, Wien-New York,ISBN 978-3-7091-0392-0, 366 stranica, 2010., DOI:10.1007/978-3-7091-0393-7
- JW Swart, S. Selberherr, AA Susin, JA Diniz, N. Morimoto. (Urednici) Microelectronics Technology and Devices, The Electrochemical Society, ISBN 978-1-56677-646-2, 661 str., 2008.
- T. Grasser, S. Selberherr. (Urednici) Simulation of Semiconductor Processes and Devices, Springer-Verlag, Wien-New York, ISBN 978-3-211-72860-4, 460 stranica, 2007., DOI:10.1007/978-3-211-72861-1
- F. Fasching, S. Halama, S. Selberherr. (Urednici) Technology CAD Systems, Springer-Verlag, Wien-New York, ISBN 978-3-7091-9317-4, 309 stranica, 1993., DOI:10.1007/978-3-7091-9315-0
- S. Selberherr. Analysis and Simulation of Semiconductor Devices, Springer-Verlag, Wien-New York, ISBN 978-3-7091-8754-8, 294 stranice, 1984, DOI:10.1007/978-3-7091-8752-4

### Časopisi
- L. Filipovic, S. Selberherr. Thermo-Electro-Mechanical Simulatio of Semiconductor Metal Oxide Gas Sensors., Materials, Vol. 12, No. 15, pp. 2410-1-2410-37, 2019., DOI:10.3390/ma12152410
- V. Sverdlov, S. Selberherr. Silicon Spintronics: Progress and Challenges., Physics Reports, Vol.585, pp. 1-40, 2015
- H. Ceric, S. Selberherr. Electromigration in Submicron Interconnect Features of Integrated Circuits., Materials Science and Engineering R, Vol.71, pp. 53-86, 2011
- V. Sverdlov, E. Ungersboeck, H. Kosina, S. Selberherr. Current Transport Models for Nanoscale Semiconductor Devices., Materials Science and Engineering R,  Vol.58, No.6-7, pp. 228-270, 2008
- T. Grasser, T.-W. Tang, H. Kosina, S. Selberherr. A Review of Hydrodynamic and Energy-Transport Models for Semiconductor Device Simulation., Proceedings of the IEEE, Vol.91, No.2, pp. 251-274, 2003
- S. Selberherr, A. Schütz, H. Pötzl. MINIMOS - A Two-Dimensional MOS Transistor Analyzer., IEEE Trans.Electron Devices, Vol.ED-27, No.8, pp. 1540-1550, 1980

## Vanjske poveznice
- Osobni detalji s Tehničkog sveučilišta u Beču
- Osobni detalji s Institute za mikroelektroniku
- Potpuni popis publikacija